# Linear Technology
Linear Technology était une société internationale qui a développé, fabriqué et commercialisé des puces électroniques (semi-conducteurs).

## Histoire
En juillet 2016, Analog Devices annonce l'acquisition de Linear Technology pour 14,8 milliards de dollars.

## Liens
- (en) Site officiel